# Anthony Camara
Anthony Camara (4. září 1993, Toronto, Kanada) je kanadský hokejový útočník. V současnosti hraje za tým Lada Togliatti v ruské KHL. V sezónách 2021/2022 a 2022/2023 působil v týmu HC Dynamo Pardubice v české extralize (ELH). Camara byl draftován v roce 2011 týmem Boston Bruins ve 3. kole jako 81. hráč celkově. Anthony hrál v OHL, AHL, ECHL, ELH, KHL a v Tipos Extralize. 

## Ocenění a úspěchy
- 2013 OHL – Třetí All-Star Tým
- 2013 OHL – Nejtrestanější hráč v playoff
- 2013 MSJ – Nejtrestanější hráč

## Prvenství

### ČHL
- Debut – 15. listopadu 2020 (HC Dynamo Pardubice proti HC Sparta Praha)
- První asistence – 17. listopadu 2020 (HC Dynamo Pardubice proti HC Kometa Brno)
- První gól – 19. listopadu 2020 (HC Dynamo Pardubice proti Mountfield HK, českému brankáři Štěpánu Lukešovi)

### KHL
- Debut – 3. září 2022 (CSKA Moskva proti Neftěchimik Nižněkamsk)
- První asistence – 7. září 2022 (Lokomotiv Jaroslavl proti Neftěchimik Nižněkamsk)
- První gól – 12. září 2022 (Neftěchimik Nižněkamsk proti Torpedo Nižnij Novgorod, běloruskému brankáři Ivan Kulbakov)

## Klubová statistika
| Sezóna       | Klub                   | Soutěž       |     | Základní část | Základní část | Základní část | Základní část | Základní část |   | Play off | Play off | Play off | Play off | Play off |
| Sezóna       | Klub                   | Soutěž       | Z   | G             | A             | B             | TM            | Z             | G | A        | B        | TM       |          |          |
| 2009–10      | Saginaw Spirit         | OHL          | 65  | 6             | 6             | 12            | 96            | 6             | 1 | 1        | 2        | 5        |          |          |
| 2010–11      | Saginaw Spirit         | OHL          | 64  | 8             | 9             | 17            | 132           | 12            | 0 | 1        | 1        | 25       |          |          |
| 2011–12      | Saginaw Spirit         | OHL          | 35  | 7             | 12            | 19            | 76            | —             | — | —        | —        | —        |          |          |
| 2011–12      | Barrie Colts           | OHL          | 31  | 9             | 5             | 14            | 59            | 13            | 2 | 3        | 5        | 22       |          |          |
| 2012–13      | Barrie Colts           | OHL          | 50  | 36            | 24            | 60            | 91            | 16            | 9 | 7        | 16       | 42       |          |          |
| 2013–14      | Providence Bruins      | AHL          | 58  | 9             | 13            | 22            | 50            | —             | — | —        | —        | —        |          |          |
| 2014–15      | Providence Bruins      | AHL          | 59  | 3             | 5             | 8             | 32            | —             | — | —        | —        | —        |          |          |
| 2015–16      | Providence Bruins      | AHL          | 33  | 0             | 5             | 5             | 54            | —             | — | —        | —        | —        |          |          |
| 2015–16      | Charlotte Checkers     | AHL          | 15  | 3             | 5             | 8             | 17            | —             | — | —        | —        | —        |          |          |
| 2016–17      | Kalamazoo Wings        | ECHL         | 25  | 9             | 8             | 17            | 50            | —             | — | —        | —        | —        |          |          |
| 2016–17      | St. John's IceCaps     | AHL          | 23  | 3             | 5             | 8             | 8             | 3             | 0 | 0        | 0        | 4        |          |          |
| 2017–18      | Odense Bulldogs        | ML           | 27  | 15            | 22            | 37            | 114           | —             | — | —        | —        | —        |          |          |
| 2017–18      | Graz 99ers             | EBEL         | 14  | 5             | 6             | 11            | 36            | —             | — | —        | —        | —        |          |          |
| 2017–18      | Iserlohn Roosters      | DEL          | 1   | 1             | 1             | 2             | 0             | 2             | 2 | 0        | 2        | 4        |          |          |
| 2018–19      | Iserlohn Roosters      | DEL          | 50  | 23            | 20            | 43            | 83            | —             | — | —        | —        | —        |          |          |
| 2019–20      | HV71                   | SHL          | 42  | 11            | 15            | 26            | 59            | —             | — | —        | —        | —        |          |          |
| 2020–21      | HC Dynamo Pardubice    | ČHL          | 44  | 21            | 14            | 35            | 52            | 8             | 4 | 4        | 8        | 28       |          |          |
| 2021–22      | HC Dynamo Pardubice    | ČHL          | 48  | 22            | 14            | 36            | 88            | 8             | 0 | 2        | 2        | 6        |          |          |
| 2022–23      | Neftěchimik Nižněkamsk | KHL          | 65  | 14            | 17            | 31            | 47            | 4             | 0 | 2        | 2        | 4        |          |          |
| 2023–24      | Neftěchimik Nižněkamsk | KHL          | 25  | 3             | 6             | 9             | 18            | —             | — | —        | —        | —        |          |          |
| 2023–24      | Barys Astana           | KHL          | 34  | 11            | 7             | 18            | 46            | —             | — | —        | —        | —        |          |          |
| Celkem v AHL | Celkem v AHL           | Celkem v AHL | 188 | 18            | 33            | 51            | 161           | 3             | 0 | 0        | 0        | 4        |          |          |

## Reprezentace
| Rok                       | Tým                       | Soutěž                    | Z | G | A | B | TM |
| ------------------------- | ------------------------- | ------------------------- | - | - | - | - | -- |
| 2013                      | Kanada 20                 | MSJ                       | 6 | 0 | 2 | 2 | 31 |
| Juniorská kariéra celkově | Juniorská kariéra celkově | Juniorská kariéra celkově | 6 | 0 | 2 | 2 | 31 |